# Порай-Кошиц, Евгений Александрович (генерал-майор)
Евгений Александрович Порай-Кошиц (1851—?) — русский военачальник, генерал-майор.

## Биография
Родился 6 сентября 1851 года в семье военного врача Александра Антоновича Порай-Кошица, мать Раиса Рафаиловна Равич-Барановская.
Первоначальное образование получил в классической гимназии. В военную службу вступил 11 июля 1867 года. Окончил Казанское пехотное юнкерское училище.
Чины: прапорщик (1870), подпоручик (1871), поручик (1873), штабс-капитан (1876), капитан (1877), майор (1879), подполковник (1884), полковник (1894).
С 19.10.1894 по 12.09.1897 служил Ольгопольским уездным воинским начальником. Командир Белебеевского резервного батальона с 12.09.1897 по 26.09.1898. Командир 187-го пехотного резервного Холмского полка с 26.09.1898 по 13.08.1903. С 13 августа 1903 года по 6 марта 1904 года находился в запасе.
Участник русско-японской войны 1904—1905 годов. Был командиром 43-го пехотного Охотского полка (март-май 1904) и командиром 33-го пехотного Елецкого полка (май-декабрь 1904). Был ранен и из-за ранения состоял в распоряжении Главнокомандующего Манчжурской армией (с декабря 1904 по июнь 1905). Генерал-майор с 25 марта 1905 года. С 13.06.1905 по 09.09.1905 состоял в распоряжении Главного штаба, был командиром 1-й бригады 39-й пехотной дивизии.
С 1907 года Е. А. Порай-Кошиц находился в отставке. После начала Первой мировой войны вернулся на службу с чином генерал-майора. Был ранен и состоял в резерве чинов при штабе Двинского военного округа с 11 октября 1915 года. По состоянию на 10 июля 1916 значится в том же чине и должности.
Сведений о дальнейшей судьбе нет.

## Награды
- Награждён орденами Св. Анны 3-й степени (1885); Св. Станислава 2-й степени (1890); Св. Анны 2-й степени (1894); Св. Владимира 4-й степени (1901); Св. Владимира 3-й степени с мечами (1904).

## Семья
- Жена — Мария Димитриева[2].
- Сын — Порай-Кошиц, Александр Евгеньевич[2], российский советский химик-органик.